# 凯拉萨哈尔
凯拉萨哈尔（Kailashahar），是印度特里普拉邦烏納科蒂县的一个城镇和行政中心。总人口20279（2001年）。

## 人口
该地2001年总人口20279人，其中男性10306人，女性9973人；0—6岁人口1977人，其中男1030人，女947人；识字率81.60%，其中男性为84.22%，女性为78.88%。